# Reconstruction (película)
Reconstruction es una película danesa estrenada el 26 de septiembre de 2003, dirigida por Christoffer Boe. La película está basada en un guion del propio Boe y Mogens Rukov y está protagonizada por Marie Bonnevie y Nikolaj Lie Kaas. 

## Argumento
Alex, deambulando por Copenhague encuentra a Aimee, quien él piensa es su novia, ella accede a salir con él pues le agrada de primer instante, duermen juntos, pero cuando él quiere hacer cosas cotidianas con su novia, ella se va. Él se queda anonadado, luego la vuelve encontrar, pero ella niega ser quien él cree que es, sin embargo aun así salen, y duermen nuevamente, y el argumento se repite.

## Reparto
- Alex David — Nikolaj Lie Kaas
- Simone, Aimee — Maria Bonnevie
- Leo Sand — Nicolas Bro
- Monica — Ida Dwinger
- Nan Sand — Helle Fagralid
- Periodista — Isabella Miehe-Renard
- Fru Banum (Mrs. Banum) — Malene Schwartz
- Mel David — Peter Steen
- Tryllekunstner — Klaus Mulbjerg
- August Holm — Krister Henriksson
- Mercedes Sand — Mercedes Claro Schelin
- Mesero — Jens Blegaa
- Camarero #1 — Katrin Muth
- Camarero #2 — David Dencik

## Banda sonora
Durante la película se reproducen las siguientes canciones:
- Samuel Barber - "Adagio for Strings"
- Cole Porter - "Night & Day"
- Charles Paul Wilp - "Madison Avenue Perfume Ad"
- Schubert- Piano Sonata in B flat major, D960 (II. Andante sostenuto)